# Albumy numer jeden w roku 2025 (Korea Południowa)
Circle Album Chart – południowokoreańska lista przebojów, na której znajdują się najlepiej sprzedające się albumy Korei Południowej. Jest częścią Circle Chart, który został uruchomiony w lutym 2010 roku jako Gaon Chart. Dane są zestawiane przez Ministerstwo Kultury, Sportu i Turystyki oraz Korea Music Content Industry Association na podstawie tygodniowych/miesięcznych fizycznych sprzedaży albumów przez sześć głównych południowokoreańskich dystrybutorów: Kakao Entertainment, SM Entertainment, Sony Music Korea, Warner Music Korea, Universal Music i Stone Music Entertainment.

## Notowanie tygodniowe
| Data publikacji | Album             | Wykonawca     | Sprzedaż | Źródło |
| --------------- | ----------------- | ------------- | -------- | ------ |
| 4 stycznia      | Dreamscape        | NCT Dream     | 31 709   | [ 3 ]  |
| 11 stycznia     | Teleparty         | BSS           | 500 000  | [ 4 ]  |
| 18 stycznia     | Ocean             | Park Ji Hyeon | 248 488  | [ 5 ]  |
| 25 stycznia     | Flip It, Kick It! | KickFlip      | 311 369  | [ 6 ]  |
| 1 lutego        | Explorer          | Eunhyuk       | 44 369   | [ 7 ]  |

## Notowanie miesięczne
| Miesiąc | Album     | Wykonawca | Sprzedaż | Źródło |
| ------- | --------- | --------- | -------- | ------ |
| Styczeń | Teleparty | BSS       | 500 000  | [ 8 ]  |